# أتليتيكو بيلغرانو
بيلجرانو، هو نادي كرة قدم أرجنتيني وهو نادي أساسي في الأرجنتين.

وهو نادٍ من مدينة قرطبة، المعروفة بفريقها لكرة القدم، والذي يلعب حاليًا في دوري الدرجة الأولى الأرجنتيني، بعد صعوده من الدوري الوطني لعام ٢٠٢٢.
يُسمى ملعب بيلجرانو خوليو سيزار فيلاغرا، ويُعرف أيضًا باسم "ملعب آيل جيغانتي دي البردي"، ويقع في حي ألبردي، في المنطقة المركزية لمدينة قرطبة، ويتسع لـ ٣٥ ألف متفرج. يستخدم النادي أحيانًا ملعب ماريو ألبرتو كيمبس، الذي يتسع لـ ٥٧ ألف متفرج.

## روابط إضافية
- Fan's blog (إنجليزية)
- Chief Fan's site (إسبانية)
- Another Fan's site (إسبانية)
- News, pictures, Fan's site (إسبانية)